# Eu Te Amo
Pour plus de détails, voir Fiche technique et Distribution.
Eu Te Amo est un film brésilien réalisé par Arnaldo Jabor, sorti en 1981.

## Synopsis
Maria, une femme traumatisée par une précédente relation, et Paulo, un industriel en faillite récemment séparé, vivent en couple pour échapper à la solitude. Au fil du temps, ils commencent à tomber amoureux.

## Fiche technique
- Titre français : Eu Te Amo
- Réalisation : Arnaldo Jabor
- Scénario : Arnaldo Jabor et Leopoldo Serran
- Pays d'origine : Brésil
- Format : Couleurs - 35 mm - 1,37:1 - Mono
- Genre : drame
- Durée : 110 minutes
- Date de sortie : 1981

## Distribution
- Paulo César Peréio : Paulo
- Sonia Braga : Maria
- Vera Fischer : Barbara Bergman
- Tarcísio Meira : Ulisses